# Langeais (comuna suprimida)
Langeais era una comuna francesa situada en el departamento de Indre y Loira, de la región de Centro-Valle de Loira, que el uno de enero de 2017 fue suprimida al fusionarse con la comuna de Les Essards, y formar la comuna nueva de Langeais.

## Demografía
| Gráfica de evolución demográfica de Langeais entre 1800 y 2013 |
|                                                                |

Los datos demográficos contemplados en este gráfico de la comuna de Langeais se han cogido de 1800 a 1999 de la página francesa EHESS/Cassini, y los demás datos de la página del INSEE.

## Lugares de interés
- Castillo de Langeais

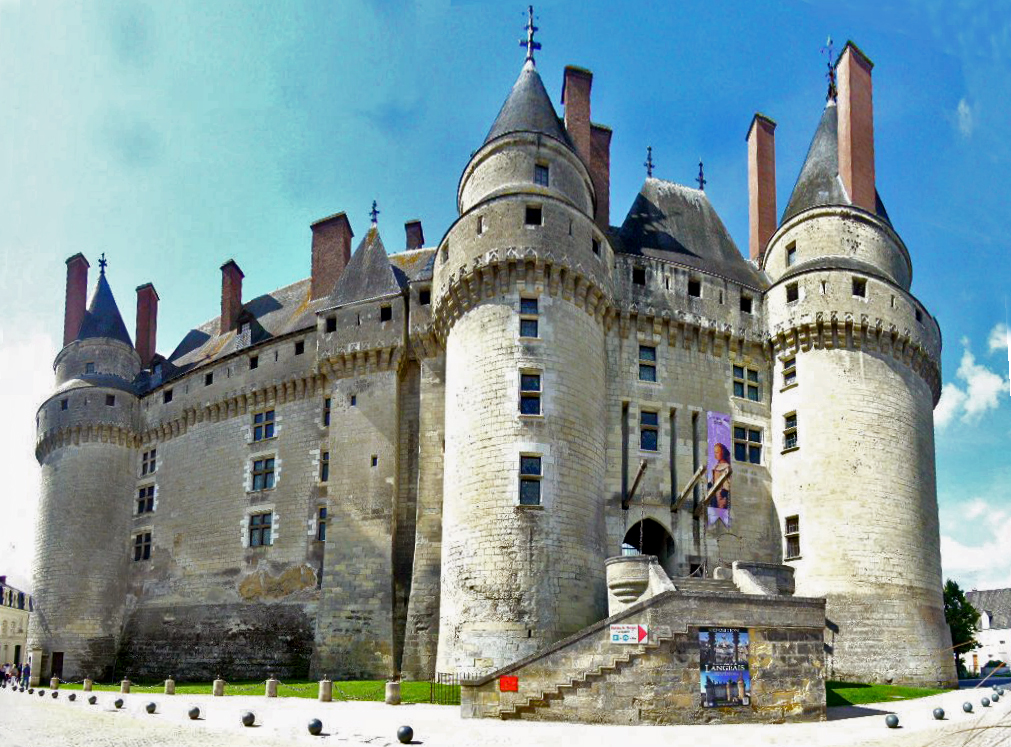
Castillo de Langeais

- Puente construido en 1846, que fue semidestruido su paso durante la Segunda Guerra Mundial, el 19 de junio de 1940, para impedir el avance de los alemanes, y fue reconstruido para la circulación en 1950.

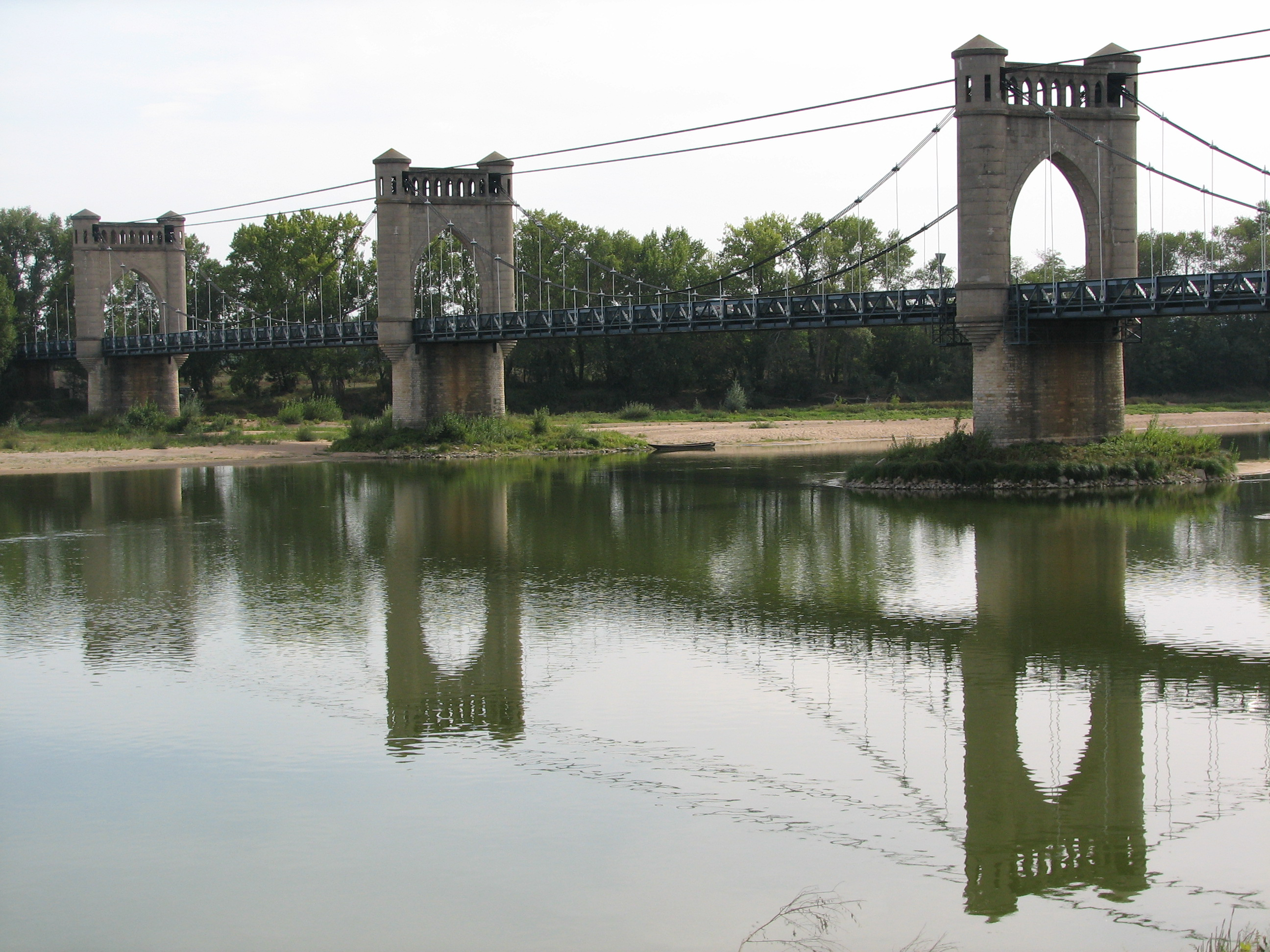
Puente de Langeais.